# Drepaniota
Drepaniota es un género de foraminífero bentónico de la subfamilia Pleurostomellinae, de la familia Pleurostomellidae, de la superfamilia Pleurostomelloidea, del suborden Buliminina y del orden Buliminida. Su especie tipo es Drepaniota pachutaense. Su rango cronoestratigráfico abarca desde el Maastrichtiense (Cretácico superior) hasta el Priaboniense (Eoceno superior).

## Discusión
Clasificaciones previas incluían Drepaniota en la suborden Rotaliina del orden Rotaliida. Clasificaciones más modernas consideran Drepaniota un sinónimo posterior de Nodosarella.

## Clasificación
Drepaniota incluye a las siguientes especies:
- Drepaniota monmouthensis †
- Drepaniota pachutaense †